# San Pantaleo (Olbia)
San Pantaleo è una frazione del comune di Olbia, in provincia di Sassari, e sorge arroccata sui monti, nel massiccio di Cugnana, da dove si domina la Costa Smeralda.

## Storia
Nato ai primi dell'Ottocento intorno a un piccolo stazzo, vide un notevole sviluppo demografico nel 1894 in seguito alla concessione della parrocchia da parte del vescovo di Ampurias e Tempio Antonio Contini.
Già frazione di Nuchis, nel 1939, contemporaneamente all'aggregazione di questo comune a Tempio Pausania, divenne frazione di Terranova Pausania, che nello stesso anno assumeva il nome di Olbia. Negli ultimi decenni, con lo sviluppo turistico della Costa Smeralda, si è assistito ad un crescente sviluppo demografico e urbanistico di San Panteleo, che ne ha radicalmente cambiato l'aspetto originario. È attivo da anni a San Pantaleo un comitato pro-autonomia.
Acquistò una certa notorietà a partire dal 1977 a causa del rapido passaggio del Maggiore Bond e della spia sovietica Anya Amasova a bordo della Lotus Esprite nel film La spia che mi amava, parzialmente ambientato nella vicina Costa Smeralda.
Nell'agosto 1989, in un violento rogo morirono 13 persone.

## Economia
San Pantaleo basa oggi sul turismo balneare parte della sua economia, un tempo prettamente legata all'allevamento. Della tradizione vocazione pastorale del centro permane traccia nelle tradizionali attività artigianali di lavorazione del legno, del ferro e della ceramica.

## Infrastrutture e trasporti
A San Pantaleo ha sede l'aviosuperficie La Smeraldina, riconosciuta dall'Ente nazionale per aviazione civile (ENAC).